# Западний (Ташлинський район)
За́падний (рос. Западный) — селище у складі Ташлинського району Оренбурзької області, Росія.

## Населення
Населення — 196 осіб (2010; 370 у 2002).
Національний склад (станом на 2002 рік):
- казахи — 70 %